# Seicross
Seicross, é um jogo eletrônico de arcade desenvolvido no Japão pela empresa Nichibutsu, lançado em 1984, com o gênero corrida. Conhecido no Japão como Sector Zero, o videogame foi portado para o Nintendo Entertainment System (NES) e posteriormente lançado para Wii e Wii U através do Virtual Console.

## Visão geral
Durante o jogo, o jogador faz passeios com uma motocicleta com asas, colidindo com outros pilotos e coletando módulos de poder, em um circuito.

## Recepção
Gene Lewin, do Play Meter, avaliou o jogo de arcade com 8 de 10, afirmando que "é desafiador e divertido de jogar".